# Gramenca
Gramenca Rollard & Wesolowska, 2002 è un genere di ragni appartenente alla famiglia Salticidae.

## Etimologia
Il nome del genere deriva dal latino gramen, cioè erba, in quanto questo è l'habitat in cui sono stati rinvenuti gli esemplari.

## Caratteristiche
Gli esemplari finora reperiti sono tutte femmine e di lunghezza non superano i tre millimetri.

## Distribuzione
L'unica specie oggi nota di questo genere è stata rinvenuta nella Guinea.

## Tassonomia
A giugno 2011, si compone di una specie:
- Gramenca prima Rollard & Wesolowska, 2002[3] — Guinea